# Pseudotriplasia
Pseudotriplasia es un género de foraminífero bentónico de la subfamilia Pavonitininae, de la familia Pavonitinidae, de la superfamilia Pavonitinoidea, del suborden Spiroplectamminina y del orden Lituolida. Su especie tipo es Pseudotriplasia elongata. Su rango cronoestratigráfico abarca el Mioceno.

## Discusión
Clasificaciones previas incluían Pseudotriplasia en el suborden Textulariina del Orden Textulariida, o en el orden Lituolida sin diferenciar el suborden Spiroplectamminina.

## Clasificación
Pseudotriplasia incluye a las siguientes especies:
- Pseudotriplasia elongata †
- Pseudotriplasia globulosa †
- Pseudotriplasia plana †
- Pseudotriplasia robusta †